# Barcial de la Loma

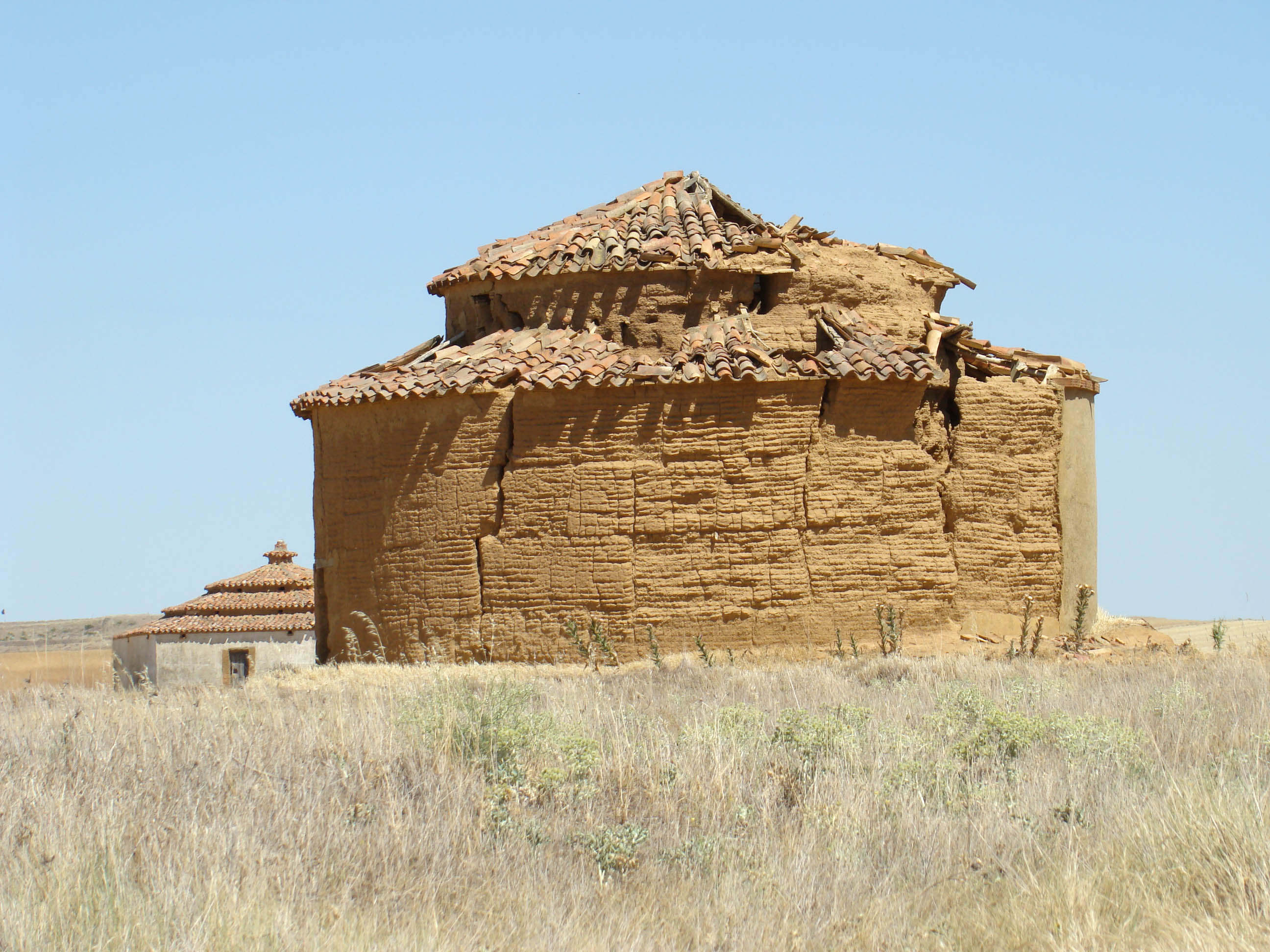
Taubenhäuser bei Barcial de la Loma

Barcial de la Loma ist ein Ort und eine spanische Gemeinde mit 100 Einwohnern (Stand: 2024) im Westen der Provinz Valladolid in der Region Kastilien-León.

## Lage
Der Ort Barcial de la Loma liegt in der Iberischen Meseta ca. 65 km (Fahrtstrecke) nordwestlich von Valladolid bzw. knapp 85 km südöstlich von León in einer Höhe von ca. 885 m ü. d. M. Das Klima im Winter ist kalt aber nur selten frostig, im Sommer dagegen warm bis heiß; der spärliche Regen (ca. 420 mm/Jahr) fällt verteilt übers ganze Jahr.

## Bevölkerungsentwicklung
| Jahr      | 1842  | 1900 | 1950 | 2000 | 2016 |
| Einwohner | k. A. | 724  | 646  | 160  | 104  |

Der kontinuierliche Bevölkerungsrückgang in der zweiten Hälfte des 20. Jahrhunderts ist im Wesentlichen auf die Mechanisierung der Landwirtschaft und den damit einhergehenden Verlust an Arbeitsplätzen zurückzuführen.

## Wirtschaft
Die Einwohner lebten jahrhundertelang hauptsächlich als Selbstversorger von der Landwirtschaft, zu der auch ein wenig Viehzucht (Schafe, Ziegen, Hühner) und in geringem Umfang auch der Weinbau gehörte. Erwirtschaftete Überschüsse konnten wegen der großen Entfernungen zu den Städten nur schwer verkauft werden.

## Geschichte
Im 8. Jahrhundert wurde das Gebiet von den Mauren erobert, doch bereits im 9. Jahrhundert eroberten asturisch-leonesische Heere die Gebiete nördlich des Duero zurück (reconquista). Ende des 10. Jahrhunderts machte der maurische Heerführer Almansor die christlichen Erfolge vorübergehend wieder zunichte. Im 11. Jahrhundert dehnte das Königreich León sein Herrschaftsgebiet erneut bis zur Duero-Grenze aus; auch der im Jahr 1095 erstmals erwähnte Ort Barceale de Lomba gehörte dazu. Nach vorangegangenen Versuchen vereinigte sich León im Jahr 1230 endgültig mit dem Königreich Kastilien. Seine Blütezeit erlebte der Ort im ausgehenden Mittelalter und in der frühen Neuzeit.

## Sehenswürdigkeiten
- Die im 16. Jahrhundert größtenteils aus Ziegelsteinen erbaute Iglesia de San Pelayo ist dem halb legendenhaften Jüngling und Märtyrer Pelagius von Córdoba (um 912–926) geweiht. Die Westseite des in seinem Aufbau auf romanische Vorbilder in den Pyrenäen Bezug nehmenden Glockenturms ist aus exakt behauenen hellen Natursteinen errichtet. Dem einschiffigen Kirchenbau ist auf der Südseite ein Portikus (portico) oder (galería porticada) vorgelagert – ein Element der kastilischen Architektur des 11. und 12. Jahrhunderts (z. B. in den Provinzen Burgos, Segovia und Soria). Teile des Inneren der Kirche sind mit hölzernen Artesonado-Decken gedeckt. Der Chorbereich wurde im 18. Jahrhundert verändert, doch der Hochaltar von 1525 blieb erhalten.[6]

Umgebung
- Die Ruinen einiger Taubenhäuser (palomares) stehen in der Nähe des Ortes.